# Red, White and Busted
Pour plus de détails, voir Fiche technique et Distribution.
Red, White and Busted (Outside In) est un film américain réalisé par Allen Baron et G. D. Spradlin, sorti en 1972.

## Fiche technique
- Titre original : Red, White and Busted
- Titre américain : Outside In
- Réalisation : Allen Baron et G. D. Spradlin
- Scénario : Robert Hutchison
- Histoire : Allen Baron et Robert Hutchison
- Maquillage : Brad Wilder (makeup department head)
- Photographie : Mario Tosi
- Musique : Randy Edelman
- Production : 
  - Producteur : George Edwards
  - Producteur exécutive : Leon Mirell
- Société(s) de production : Media Trend
- Pays de production :  États-Unis
- Année : 1972
- Langue originale : anglais
- Format : couleur – 35 mm – mono
- Genre : drame
- Durée : 90 minutes
- Dates de sortie : 
  - États-Unis : septembre 1972
  - France : nc

## Distribution
- John Bill : Bink Schroeder
- Peggy Feury : Mrs. Wilson
- Darrell Larson : Ollie Wilson
- Heather Menzies-Urich : Chris
- Dennis Olivieri : Bernard
- Logan Ramsey : Oncle Albert